# Mateo (nombre)
Mateo (en hebreo:מתתיהו Matityahu, en griego:Ματθαῖος Matthaios, en latín: Matthaeus) es un nombre propio masculino teofórico de origen hebreo. Está formado por la raíz Natán (נתן dar) que forma el sustantivo Mataná (מתנה don) más el patrón teofórico Yahw (יהוה Yahveh). 
Existen variantes según la estructura y la parte teofórica, por ejemplo; 
(מתי MataY, מתתיה MatatYah, מתתיהו MatatYahw y מתיו MatYw).
Tomando su raíz 'Natán' se relacionan otros nombres como Jonatán (יונתן YWNatan) y Natanael (נתנאל regalo de Ēl / Dios).

## Variantes

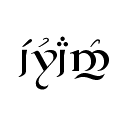
Eruanno - Mateo, escrito en Quenya.

| Variantes en otras lenguas | Variantes en otras lenguas                                                     |
| -------------------------- | ------------------------------------------------------------------------------ |
| Español                    | Mateo, Matías                                                                  |
| Alemán                     | Mathias, Matthias, Matthäus                                                    |
| Árabe                      | متى (Mattā)                                                                    |
| Armenio                    | Մատթէոս (Mathios)                                                              |
| Bielorruso                 | Мацей (Maciej)                                                                 |
| Búlgaro                    | Матей (Matey), Матюш (Matyush), Мато (Mato), Матуш (Matush)                    |
| Catalán                    | Mateu                                                                          |
| Checo                      | Matěj, Matouš                                                                  |
| Coreano                    | 매튜, 마태                                                                     |
| Croata                     | Matej, Mate, Matija, Matko                                                     |
| Danés                      | Mads, Mattæus, Mathias                                                         |
| Eslovaco                   | Matej, Matus                                                                   |
| Esloveno                   | Matej, Matevž, Matjaž, Matija                                                  |
| Esperanto                  | Mateo, Matiaso                                                                 |
| Estonio                    | Madis, Mati                                                                    |
| Finés                      | Matias, Matti                                                                  |
| Francés                    | Mathieu, Matheu, Matthieu; Mathias, Matthias; Mathis, Matthis                  |
| Gaélico escocés            | Maitias                                                                        |
| Galés                      | Mathew, Matt                                                                   |
| Gallego                    | Mateo, Mateu, Matías (actual ortografía), Matheu, Mathias (ortografía arcaica) |
| Griego                     | Matthaios, Maththaios                                                          |
| Hawaiano                   | Makaio, Mataio                                                                 |
| Hebreo                     | Mattai, Metateihu, Mattithyahu                                                 |
| Húngaro                    | Máté, Mátyás                                                                   |
| Inglés                     | Matthew, Mathew, Matt, Matty, Mattie                                           |
| Interlingua                | Mattheo                                                                        |
| Irlandés                   | Maitiú                                                                         |
| Islandés                   | Matthías                                                                       |
| Italiano                   | Matteo, Mattia, Maffeo                                                         |
| Japonés                    | マット (Matto), マシュー (Mashyuu)                                             |
| Latín                      | Matthæus                                                                       |
| Letón                      | Matīss, Matejs, Metjū, Matiass                                                 |
| Lituano                    | Matas, Motiejus                                                                |
| Malabar                    | Mathai, Matthai, Mathew, Maatthu, Maathan                                      |
| Malayo                     | Matius                                                                         |
| Neerlandés                 | Matthijs, Mathijs, Mattijs, Mattheus                                           |
| Noruego                    | Matteus                                                                        |
| Polaco                     | Mateusz, Maciej                                                                |
| Portugués                  | Mateus, Matias (ortografía actual), Matheus, Mathias (ortografía arcaica)      |
| Rumano                     | Matei                                                                          |
| Ruso                       | Матвей (Matvei), Матфей (Matfei), Мотя (Motya)                                 |
| Serbio                     | Матија (Matiya)                                                                |
| Sueco                      | Matteus, Mattias, Mathias, Mats, Mattis                                        |
| Tigriña                    | ማቴዎስ (Matewos)                                                                 |
| Turco                      | Matta, Mattayıs                                                                |
| Ucraniano                  | Матвій (Matviy), Матей (Matey)                                                 |
| Quenya                     | Eruanno, Erunno                                                                |